# Comuna Cobusca Veche, Anenii Noi
Cobusca Veche este o comună din raionul Anenii Noi, Republica Moldova. Cuprinde satele Cobusca Veche și Florești.

## Demografie
<div class="transborder" style="position:absolute;width:100px;line-height:0;
<div class="transborder" style="position:absolute;width:100px;line-height:0;
Structură etnică
     moldoveni (98,74%)
     ucraineni (0,52%)
     ruși (0,39%)
     găgăuzi (0,09%)
     români (0,22%)
     evrei (0,04%)
Conform datelor recensământului din 2004, populația comunei este de 2.295 locuitori, dintre care 1.125 (49,02%) bărbați și 1.170 (50,98%) femei. Structura etnică a populației în cadrul comunei arată astfel:
- moldoveni — 2.266;
- ucraineni — 12;
- ruși — 9;
- găgăuzi — 2;
- români — 5;
- evrei — 1.

## Administrație și politică
Componența Consiliului local Cobusca Veche (11 consilieri), ales la 5 noiembrie 2023, este următoarea:
|  | Partid                                       | Consilieri | Componență | Componență | Componență | Componență | Componență | Componență |
|  | -------------------------------------------- | ---------- | ---------- | ---------- | ---------- | ---------- | ---------- | ---------- |
|  | Partidul Acțiune și Solidaritate             | 6          |            |            |            |            |            |            |
|  | Partidul Socialiștilor din Republica Moldova | 3          |            |            |            |            |            |            |
|  | Partidul Democrația Acasă                    | 2          |            |            |            |            |            |            |